# Oráni nemzetközi repülőtér
Az Oráni repülőtér (IATA: ORN, ICAO: DAOO) Algéria egyik nemzetközi repülőtere, amely Orán közelében található. Éves utasforgalma 1 938 373 fő (2017). Névadója Mohamed Ahmed Ben Bella, Algéria első köztársasági elnöke.

## Futópályák
A repülőtér futópályái:
- 07L/25R (3060 m, 45 m, beton)
- 07R/25L (3000 m, 45 m, beton)

## Légitársaságok és úticélok
| Légitársaság        | Célállomások |
| ------------------- | --- |
| Air Algérie         | Adrar, Algír, Alicante, Annaba, Barcelona, Bechar, Bordeaux, Casablanca, Kaszentína, El Bayadh, Ghardaïa, Hassi Messaoud, In Amenas, Istanbul, Lille, Lyon, Marseille, Mécheria, Montpellier, Ouargla, Párizs–Charles de Gaulle, Paris–Orly, Timimoun, Tindouf, Toulouse Szezonális: Brüsszel, Frankfurt, Metz/Nancy |
| Air France          | Párizs–Charles de Gaulle, Toulouse |
| ASL Airlines France | Szezonális: Bordeaux, Perpignan, Toulon |
| Iberia Regional     | Madrid |
| Tassili Airlines    | Adrar, Algiers, Bechar, Hassi Messaoud, Setif Szezonális: Strasbourg |
| Transavia           | Lyon, Montpellier, Nantes, Párizs–Orly |
| TUI fly Belgium     | Charleroi |
| Tunisair            | Tunis |
| Turkish Airlines    | Istanbul |
| Volotea             | Marseille (2021 szeptember 16-tól) |
| Vueling             | Alicante, Barcelona Szezonális: Valencia |

## Forgalom
Az utasforgalom az elmúlt években az alábbi módon változott:
| Utasok száma | 1 119 808 | 1 283 202 | 1 428 100 | 1 780 500 | 1 675 930 | 1 851 910 | 1 938 373 |
|              | 2011      | 2012      | 2013      | 2014      | 2015      | 2016      | 2017      |